# Mściszewski II
Mściszewski II (Sas odmienny albo Księżyc odmienny) – kaszubski herb szlachecki, według Przemysława Pragerta odmiana herbu Sas lub Księżyc.

## Opis herbu
Opis z wykorzystaniem zasad blazonowania, zaproponowanych przez Alfreda Znamierowskiego:
W polu półksiężyc nad którym trzy gwiazdy (2 i 1), z których najniższa nieco większa. Być może barwy, klejnot i labry w tym herbie są jak w herbie Sas.

## Najwcześniejsze wzmianki
Herb wymieniany w dawnym, rękopiśmiennym herbarzu z XVII wieku

## Herbowni
Mściszewski